# Élections législatives portugaises de 1979
 (décembre 2020).
Si vous disposez d'ouvrages ou d'articles de référence ou si vous connaissez des sites web de qualité traitant du thème abordé ici, merci de compléter l'article en donnant les références utiles à sa vérifiabilité et en les liant à la section « Notes et références ».
Les élections législatives portugaises de 1979 (en portugais : Eleições legislativas portuguesas de 1979) se sont tenues le 2 décembre 1979 afin d'élire les 250 députés devant siéger jusqu'à la fin de la première législature de l'Assemblée de la République pour un mandat de dix mois, ce qui représente la durée restante du mandat des députés élus lors de l'élection précédente.
Le scrutin est remporté à la majorité absolue par l'Alliance démocratique (AD), coalition de centre droit.

## Contexte
Le 25 avril 1974, la « révolution des Œillets » initiée par le Mouvement des Forces armées (MFA) renverse le régime autoritaire de l'État nouveau instauré plus de quatre décennies plus tôt.
Après deux ans de transition politique, connue sous le nom de « Processus révolutionnaire en cours » (PREC), des élections législatives sont convoquées et organisées le 25 avril 1976. Le scrutin est remporté par les forces de centre gauche et de gauche. Le Parti socialiste (PS) obtient la majorité relative avec près de 37 % des voix. Il est suivi du Parti populaire démocratique (PPD) qui recueille 25,6 % des suffrages exprimés. Le seul parti à se réclamer du centre, le Parti du centre démocratique et social (CDS), se hisse à la troisième position avec environ 17 %, devant le Parti communiste portugais (PCP) qui totalise 15 %.
Au cours de l'élection présidentielle du 27 juin suivant, le général António Ramalho Eanes, soutenu par le PS, le PPD et le CDS, est élu dès le premier tour en rassemblant sur son nom 61,6 % des bulletins de vote. Un mois plus tard, le secrétaire général du PS Mário Soares est nommé Premier ministre et forme un gouvernement minoritaire. En janvier 1978 il constitue un cabinet de coalition avec le CDS qui dure seulement sept mois.
Le chef de l'État nomme alors deux Premiers ministres consécutivement sans tenir compte de la majorité parlementaire. L'échec de ces deux « gouvernements d'initiative présidentielle » l'amène à désigner en juillet 1979 l'indépendante Maria de Lourdes Pintasilgo à la direction de l'exécutif en vue de préparer des élections législatives « intercalaires », ainsi nommées car les dispositions constitutionnelles de l'époque prévoyaient qu'une dissolution de l'Assemblée conduisait les députés nouvellement élus à terminer la législature interrompue.
Après que le PPD, qui s'est renommé Parti social-démocrate (PPD/PSD), a évolué vers le libéralisme et le centre droit, il constitue une coalition avec le CDS et le Parti populaire monarchiste (PPM), qui prend le nom d'Alliance démocratique (AD) en vue de concourir au scrutin parlementaire. De même, le PCP décide de s'associer électoralement avec le Mouvement démocratique portugais (MDP) pour constituer l'Alliance du peuple uni (APU).

## Mode de scrutin
Le mode de scrutin retenu, fixé par la loi électorale du 15 novembre 1974, prévoit l'élection des députés au scrutin proportionnel suivant la méthode d'Hondt, connue pour avantager les partis arrivés en tête.
La loi électorale, conformément aux dispositions constitutionnelles, établit le nombre de députés à 250, le maximum autorisé. Les députés sont élus dans vingt-deux circonscriptions électorales, à savoir les dix-huit districts du Portugal, les Açores, Madère, l'Europe, et le reste du monde.

## Principaux partis et chefs de file
| Parti | Parti                                     | Idéologie                                                      | Chef de file          | Résultats en 1976           |
| ----- | ----------------------------------------- | -------------------------------------------------------------- | --------------------- | --------------------------- |
|       | Alliance démocratique Aliança Democrática | Centre droit Libéralisme, conservatisme, démocratie chrétienne | Francisco Sá Carneiro | 40,9 % des voix 115 députés |
|       | Parti socialiste Partido Socialista       | Centre gauche Social-démocratie, socialisme démocratique       | Mário Soares          | 34,9 % des voix 107 députés |
|       | Alliance du peuple uni Aliança Povo Unido | Gauche Communisme, anticapitalisme                             | Álvaro Cunhal         | 14,4 % des voix 40 députés  |

## Résultats

### Résultats nationaux
|                              |                                                               |                                                               |           |       |      |        |               |  |  |  |  |  |  |  |
| Partis                       | Partis                                                        | Partis                                                        | Voix      | %     | +/-  | Sièges | +/-           |  |  |  |  |  |  |  |
|                              |                                                               | Parti social-démocrate (PPD/PSD)                              | 2 554 458 | 43,71 | 3,78 | 73     | 8             |  |  |  |  |  |  |  |
|                              | Parti du centre démocratique et social (CDS)                  | 43                                                            | 2 554 458 | 43,71 | 3,78 | 2      |               |  |  |  |  |  |  |  |
|                              | Parti populaire monarchiste (PPM)                             | 5                                                             | 2 554 458 | 43,71 | 3,78 | 5      |               |  |  |  |  |  |  |  |
|                              | Parti social-démocrate (PPD/PSD)                              | 141 227                                                       | 2,42      | 0,05  | 7    | 1      |               |  |  |  |  |  |  |  |
|                              | Parti du centre démocratique et social (CDS)                  | 23 523                                                        | 0,40      | 0,15  | 0    | 1      |               |  |  |  |  |  |  |  |
| Alliance démocratique (AD)   | Alliance démocratique (AD)                                    | 2 719 208                                                     | 46,53     | 3,68  | 128  | 13     |               |  |  |  |  |  |  |  |
|                              | Parti socialiste (PS)                                         | Parti socialiste (PS)                                         | 1 642 136 | 28,10 | 8,51 | 74     | 33            |  |  |  |  |  |  |  |
|                              |                                                               | Parti communiste portugais (PCP)                              | 1 129 322 | 19,32 | 4,23 | 44     | 4             |  |  |  |  |  |  |  |
|                              | Mouvement démocratique portugais (MDP)                        | 3                                                             | 1 129 322 | 19,32 | 4,23 | Abs.   |               |  |  |  |  |  |  |  |
| Alliance du peuple uni (APU) | Alliance du peuple uni (APU)                                  | 47                                                            | 1 129 322 | 19,32 | 4,23 | 7      |               |  |  |  |  |  |  |  |
|                              | Union démocratique populaire (UDP)                            | Union démocratique populaire (UDP)                            | 130 842   | 2,24  | 0,49 | 1      | en stagnation |  |  |  |  |  |  |  |
|                              | Parti démocrate-chrétien (PDC)                                | Parti démocrate-chrétien (PDC)                                | 72 514    | 1,24  | 0,67 | 0      | en stagnation |  |  |  |  |  |  |  |
|                              | Parti communiste des travailleurs portugais (PCTP)            | Parti communiste des travailleurs portugais (PCTP)            | 53 268    | 0,91  | 0,22 | 0      | en stagnation |  |  |  |  |  |  |  |
|                              | Union de la gauche pour la démocratie socialiste (UEDS)       | Union de la gauche pour la démocratie socialiste (UEDS)       | 43 325    | 0,74  | Nv.  | 0      | en stagnation |  |  |  |  |  |  |  |
|                              | Parti socialiste révolutionnaire (PSR)                        | Parti socialiste révolutionnaire (PSR)                        | 36 978    | 0,63  | 0,22 | 0      | en stagnation |  |  |  |  |  |  |  |
|                              | Parti ouvrier d'unité socialiste (POUS)                       | Parti ouvrier d'unité socialiste (POUS)                       | 12 713    | 0,22  | Nv.  | 0      | en stagnation |  |  |  |  |  |  |  |
|                              | Organisation communiste marxiste-léniniste portugaise (OCMLP) | Organisation communiste marxiste-léniniste portugaise (OCMLP) | 3 433     | 0,06  | Nv.  | 0      | en stagnation |  |  |  |  |  |  |  |
|                              |                                                               |                                                               |           |       |      |        |               |  |  |  |  |  |  |  |
| Suffrages exprimés           | Suffrages exprimés                                            | Suffrages exprimés                                            | 5 843 739 | 97,27 |      |        |               |  |  |  |  |  |  |  |
| Votes blancs et nuls         | Votes blancs et nuls                                          | Votes blancs et nuls                                          | 163 714   | 2,73  |      |        |               |  |  |  |  |  |  |  |
| Total                        | Total                                                         | Total                                                         | 6 007 453 | 100   | –    | 250    | 13            |  |  |  |  |  |  |  |
| Abstentions                  | Abstentions                                                   | Abstentions                                                   | 1 241 893 | 17,13 |      |        |               |  |  |  |  |  |  |  |
| Inscrits/Participation       | Inscrits/Participation                                        | Inscrits/Participation                                        | 7 249 346 | 82,87 |      |        |               |  |  |  |  |  |  |  |